# 유준수
유준수(柳俊秀, 1988년 5월 8일 ~ )은 대한민국의 축구 선수이며 센터백부터 최전방 스트라이커까지 다양한 포지션을 소화할 수 있다. 현재 안산 그리너스에서 뛰고있다.

## 클럽 경력
고려대학교 시절에 뛰어난 활약을 보여 동기인 박정훈과 함께 대학 리그에서 최고의 공격 자원으로 손꼽혔다.
2011 K리그 드래프트에서 인천 유나이티드 FC에 1순위로 지명되었으나 18경기에 출장하여 무득점에 그쳤다. 허정무 감독은 유준수에게 많은 출장 기회를 부여하고 있음에도 제대로 된 활약을 보여주지 못하고 있음을 인정하였지만, 계속된 신뢰를 보여 줄 것이라고 밝혔다. 이듬해에는 9경기 출장에 그쳤고, 결국 인천에 있었을 때에는 FA컵에서 1골을 넣은 게 전부였다.
인천에 입단했을 때 3년 계약을 맺었으나 계약 기간을 1년 남기고 방출당했다. 2013년 내셔널리그 팀 경주 한수원에 입단하여 중앙 수비수로 전향했다. 2013년 3월 9일 열린 부산교통공사와의 개막전 경기에서 경주 입단 이후 첫 골을 넣었다. 2013시즌 내셔널리그에서 26경기에 출전해 5골 2도움을 기록하며 가능성을 보여 줬고, 당시 울산 현대미포조선 돌고래를 맡고 있던 조민국 감독의 눈에 들었다. 2013 시즌 후 조민국 감독이 울산 현대의 지휘봉을 새로 잡자 그를 울산 현대로 불러들였다.
2014 시즌을 앞두고 울산 현대로 이적하였다. 3월 12일 가와사키 프론탈레와의 AFC 챔피언스 리그 조별리그 2차전 홈 경기에서 최태욱을 대신하여 교체 투입되어 후반 39분에 헤딩 선제골을 터뜨려 본인의 데뷔골이자 팀의 쐐기골을 기록하여 2-0 승리하는 데 큰 공헌을 하였다. 4월 19일엔 열린 수원과의 리그 홈 경기에 팀이 1-2로 뒤지고 있던 후반 44분에 동점골을 터뜨려 지고 있던 경기를 극적인 무승부로 이끌어냈다. 7월 6일에 열린 성남과의 리그 원정 경기에선 선제골을 기록했다.
2015 시즌 중, 인천과의 홈 경기에서 전반 11분에 인천 공격수 케빈 오리스와 공중볼 경합을 한 뒤 신경전을 펼치다가 보복성 박치기를 가해 퇴장 당했다. 팀은 유준수의 퇴장 속에 후반 17분 인천 수비수 김진환에게 골을 내줬지만, 후반 33분 김신욱의 동점골로 수적 열세를 극복하고, 간신히 무승부를 거두었다. 경기 이후, 유준수는 6월 29일 프로연맹으로부터 3경기 추가 출전정지 및 벌금 300만원의 징계를 받았다. 그 후, 6월 24일에 열린 대전과의 FA컵 16강 경기에서 최전방 공격수로 출전하여 전반 43분에 선제골을 기록하였고, 연장전에 돌입하여 김신욱의 2골을 묶어 3-2 승리를 거둬 FA컵 8강에 진출하였다.
2016 시즌 중, 4월 18일에 군 문제를 해결하기 위해 상주 상무에 입대했다.
2018년 1월 17일에 상무에서 전역한 유준수는 2018년 1월 18일에 부리람 유나이티드와 2년 계약으로 이적하였다.
2019시즌을 앞두고 K리그1의 포항 스틸러스로 이적했다.
하지만 포항 이적 후 주전 경쟁에 실패했고, 반 시즌만에 랏차부리 미트르 폴로 임대 이적하며 태국 무대로 돌아왔다.
2020시즌을 앞두고 타이 리그1의 PT 쁘라쭈압으로 완전이적했다.
2021시즌을 앞두고 K리그2의 충남 아산 축구단으로 이적했다.

## 출신학교
- 효제초등학교
- 경신중학교
- 안동고등학교
- 고려대학교